# Odense (comuna)
A Comuna de Odense ( PRONÚNCIA DINAMARQUESA) é um município dinamarquês localizado na região da Dinamarca do Sul.                                                                              

O seu centro administrativo é a cidade de Odense.

Em 2022, o município de Odense tinha uma população de 205.978 habitantes, tornando-se o quarto maior município da Dinamarca (atrás dos municípios de Copenhague, Aarhus e Aalborg).

O Eurostat e a OCDE usaram uma definição para a área metropolitana de Odense (referida como área urbana funcional), que inclui todos os municípios da província (dinamarquês: landsdel) de Fiônia (dinamarquês: Fyn), com uma população total de 504.066 como de 1º de julho de 2022.